# 76-мм полковая пушка образца 1927 года
76-мм полковая пушка образца 1927 года (индекс ГРАУ — 52-П-353) — советское лёгкое полковое орудие калибра 76,2 мм непосредственной поддержки пехоты и кавалерии огнём и колёсами. Оно является первым крупносерийным образцом артиллерийской техники, созданным в СССР. Пушка находилась в серийном производстве с 1928 по 1943 год, принимала активное участие во многих предвоенных вооружённых конфликтах с участием СССР, а также в Великой Отечественной войне. Всего было выпущено около 18 000 орудий этого типа. Полковые пушки, постоянно находившиеся в боевых порядках пехоты и оперативно подавлявшие огневые точки противника, пользовались любовью и уважением со стороны пехотинцев и собственных расчётов; в солдатском лексиконе их называли «полковушками» или ласково-эмоционально «бобиками». Орудие послужило прототипом для создания первых отечественных серийных танковых и самоходных орудий среднего калибра. Вместе с тем данное орудие было достаточно консервативным по конструкции, излишне тяжёлым, обладало недостаточными сектором горизонтальной наводки и слабой бронепробиваемостью до введения кумулятивного снаряда. Орудие было чересчур неудачным из-за того, что оно не могло вести навесной огонь. Поэтому в 1943 году оно было заменено в производстве на 76-мм полковую пушку обр. 1943 г. (ОБ-25) того же назначения.

## История

### Предпосылки

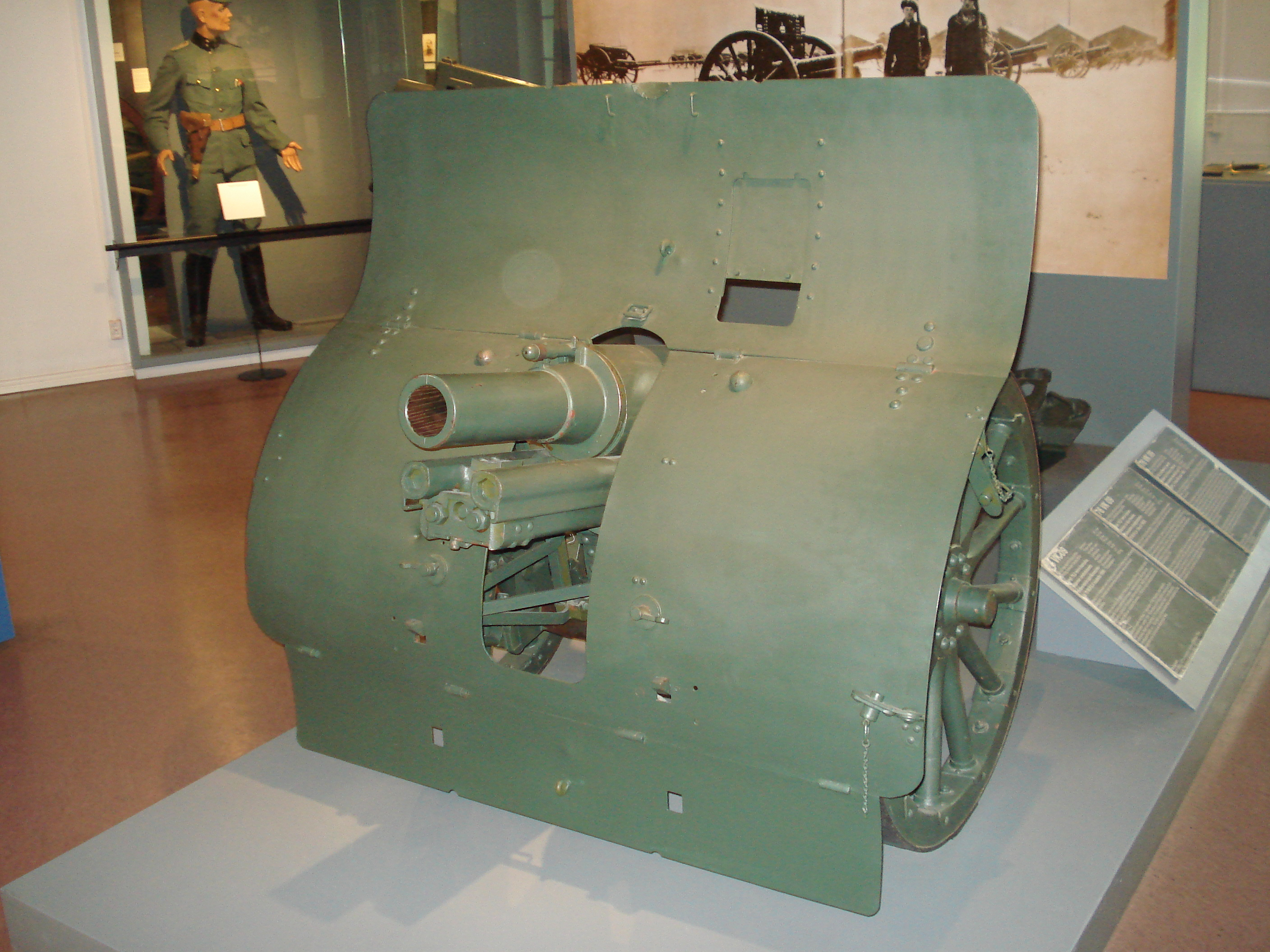
76-мм горная пушка обр. 1909 г.

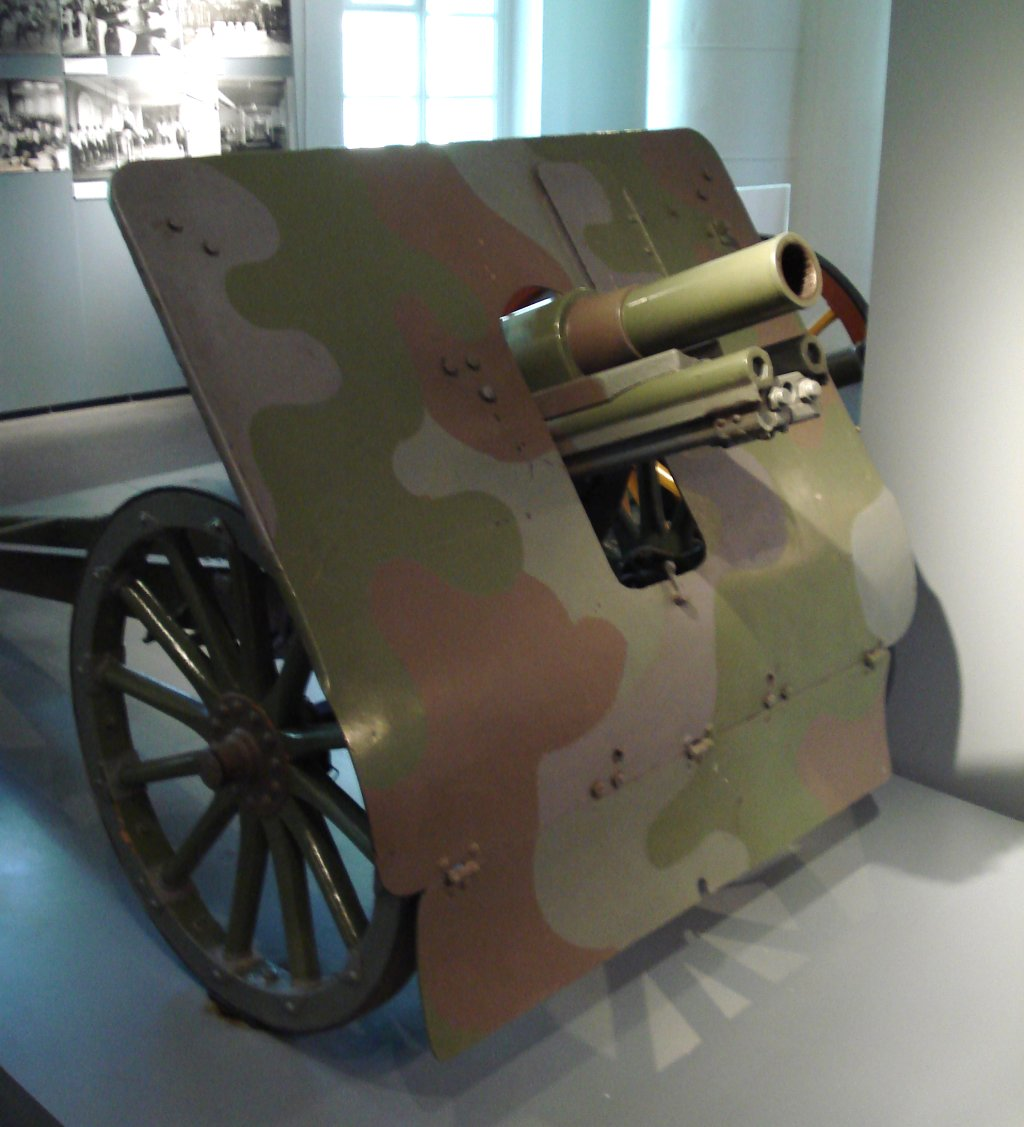
3-дюймовая короткая пушка обр. 1913 г.

В Российской империи полковая артиллерия была упразднена в 1800 году, и, как следствие, закончились разработка и производство полковых орудий. В то же время создавались и выпускались лёгкие противоштурмовые пушки, предназначавшиеся для крепостной артиллерии. Согласно тактике их применения, такие орудия при штурме крепости должны были быстро выкатываться расчётами из укрытий и открывать огонь прямой наводкой по атакующей пехоте противника; кроме того, противоштурмовые орудия должны были сопровождать гарнизон крепости во время вылазок. Специфика применения противоштурмовых орудий предъявляла определённые требования к их характеристикам (лёгкость, высокая скорострельность, относительно небольшая дальность стрельбы), которые совпадали с требуемыми характеристиками для полковых орудий. Таким образом, конструктивно противоштурмовые пушки фактически были полковыми орудиями. Также как по конструкции, так и по тактико-техническим характеристикам к полковым орудиям были очень близки лёгкие горные пушки. С началом Первой мировой войны имевшиеся на вооружении 76-мм противоштурмовые пушки обр. 1910 г. были изъяты из крепостей и направлены в полевую артиллерию.
В начале XX века руководство Главного артиллерийского управления осознало необходимость в принятии на вооружение лёгкой полевой пушки, однако термин «полковая пушка» в отношении таких орудий ещё не употреблялся. В 1914 году на Путиловском заводе была изготовлена, испытана и поставлена на производство такая пушка, официально принятая на вооружение как «3-дюймовая короткая пушка обр. 1913 г.» (под «длинной» при этом подразумевалась 3-дюймовая пушка обр. 1902 г. с длиной ствола 30 калибров). Конструктивно орудие было создано на базе 76-мм горной пушки обр. 1909 г., которая, в свою очередь, представляла собой разборное (на ствол и муфту с затвором) тело орудия системы греческого полковника Данглиза на горном лафете разработки фирмы «Шнейдер». В частности от горной пушки были почти полностью заимствованы конструкция ствола, противооткатных устройств, колёс, в значительной степени была сохранена и конструкция лафета. Последний при этом стал неразборным, в отличие от горной пушки. 3-дюймовая короткая пушка обр. 1913 г. серийно производилась в 1914—1920 годах, активно применялась в Первой мировой и Гражданской войнах.
После окончания Гражданской войны произошло переосмысление военного опыта, выразившееся в частности в окончательном оформлении концепции полкового орудия. В частности, в 1924 году была опубликована статья И. Соколовского, в которой основы применения полковой артиллерии были изложены следующим образом:

1. Полковая артиллерия должна быть воспитана на культе открытых позиций…
2. Полковая артиллерия, как правило, должна занимать позиции в районе передовых частей пехоты (пулемётных боевых групп машинизированной пехоты, так как они, как правило, идут впереди стрелковых).
…Орудия полковой артиллерии, до появления их на боевой позиции и после решения ими боевой задачи, должны находиться в укрытом месте, возможно ближе к линии огня в выжидательном положении, откуда можно чувствовать боевые переживания пехоты и следить за всеми перипетиями боя…

### Создание

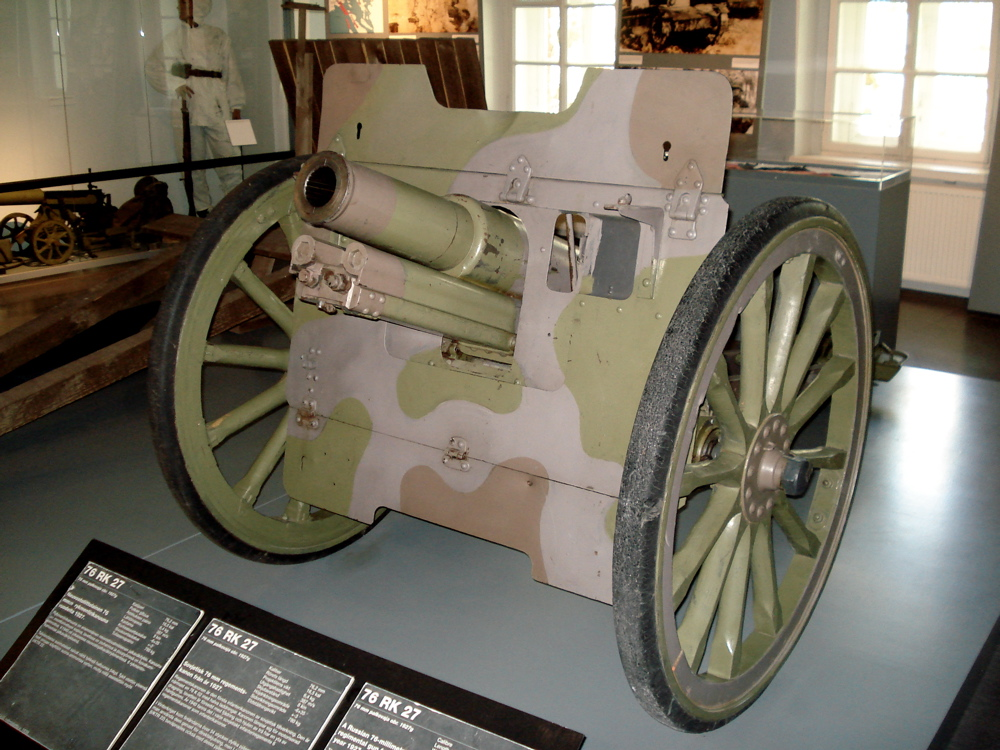
76-мм полковая пушка обр. 1927 г., вариант на деревянных колёсах

В 1924 году советским военным руководством было принято решение о создании полковой пушки, поскольку введённая в полковую артиллерию в 1924 году 76-мм пушка обр. 1902 г. была слишком тяжела и маломобильна. Было решено отказаться от проектирования орудия «с нуля», создав пушку на базе уже имеющихся образцов. В качестве прототипов рассматривались 76-мм горная пушка обр. 1909 г., 76-мм противоштурмовая пушка обр. 1910 г. и 76-мм короткая пушка обр. 1913 г., из которых в начале 1925 года была выбрана последняя. Задание на проектирование нового орудия было выдано КБ Оружейно-артиллерийского треста (ОАТ) под руководством С. П. Шукалова, также свой проект представил конструктор Соколов. Проектирование новой пушки было завершено к концу 1925 года, в начале 1926 года был изготовлен опытный образец орудия КБ ОАТ. Испытания опытных образцов орудий проводились на Научно-исследовательском артиллерийском полигоне и Клементьевском полигоне Ленинградского военного округа с января по июнь 1927 года. В ходе испытаний была отмечена нецелесообразность увеличения начальной скорости более 381 м/с (при больших скоростях наблюдалась неустойчивость орудия и большой разброс снарядов). Также были высказаны пожелания по увеличению максимального угла возвышения орудия и максимальной скорости возки. После проведения соответствующих доработок, в начале 1928 года пушка КБ ОАТ была принята на вооружение РККА под официальным названием «76-мм полковая пушка обр. 1927 г.». При этом все работы по дальнейшему совершенствованию орудия были возложены на Артиллерийскую техническую контору (АТК) Путиловского завода, на котором и было начато серийное производство орудий. Перед началом серийного производства АТК под руководством Ф. Ф. Лендера произвело некоторые доработки пушки. Первые серийные полковые пушки были приняты военными 22 декабря 1928 года.

### Производство
Серийное производство орудия велось с 1928 по 1943 год, при этом с 1928 по 1942 год орудия производились на ленинградском Путиловском (Кировском) заводе, а в 1941—1943 годах — на заводе № 172. Подробная информация о производстве орудий до 1938 года отсутствует; известно лишь, что до 1 ноября 1936 года было произведено не менее 1634 орудий (в том числе 14 учебных пушек).
В конце 1940 года пушка была снята с производства. Однако после начала войны выпуск орудий был возобновлен.
| Производство 76-мм полковых пушек обр. 1927 г., шт. (с 1938 года) |          |          |          |          |          |          |       |
| Производитель                                                     | 1938 год | 1939 год | 1940 год | 1941 год | 1942 год | 1943 год | Всего |
| ЛКЗ (Ленинград)                                                   | 1000     | 1300     | 900      | 2475*    | 611**    |          | 6286  |
| № 172 (Молотов)                                                   |          |          |          | 1443     | 6809     | 2266     | 10518 |

*из них 12 пушек было установлено на СУ-26
**из них 16 пушек было установлено на СУ-26
| Производитель | 7   | 8   | 9   | 10  | 11  | 12  | Всего |
| ------------- | --- | --- | --- | --- | --- | --- | ----- |
| ЛКЗ           | 119 | 695 | 902 | 701 | 58  |     | 2475* |
| № 172         |     |     |     |     | 763 | 680 | 1443  |
| Всего         | 119 | 695 | 902 | 701 | 821 | 680 | 3918  |

*из них 12 пушек было установлено на СУ-26

### Модернизации
С 1929 по 1934 год орудие подвергалось постоянным доработкам. Их целью были упрощение конструкции и повышение технологичности производства, а также улучшение тактико-технических характеристик. Работы по модернизации орудия проводились в АТК Путиловского завода под руководством А. А. Монакова и И. А. Маханова. В 1929 году были введены некоторые изменения и упрощения в конструкцию затвора, в 1930 году скреплённый ствол был заменён на моноблок, в том же году для орудия было разработано новое металлическое колесо с резиновыми грузошинами, что позволило довести максимальную скорость возки пушки до 25 км/ч. Однако полностью заместить в производстве старый вариант с деревянными колёсами удалось только в 1934 году.

### Опытные разработки и дальнейшее развитие полковых орудий

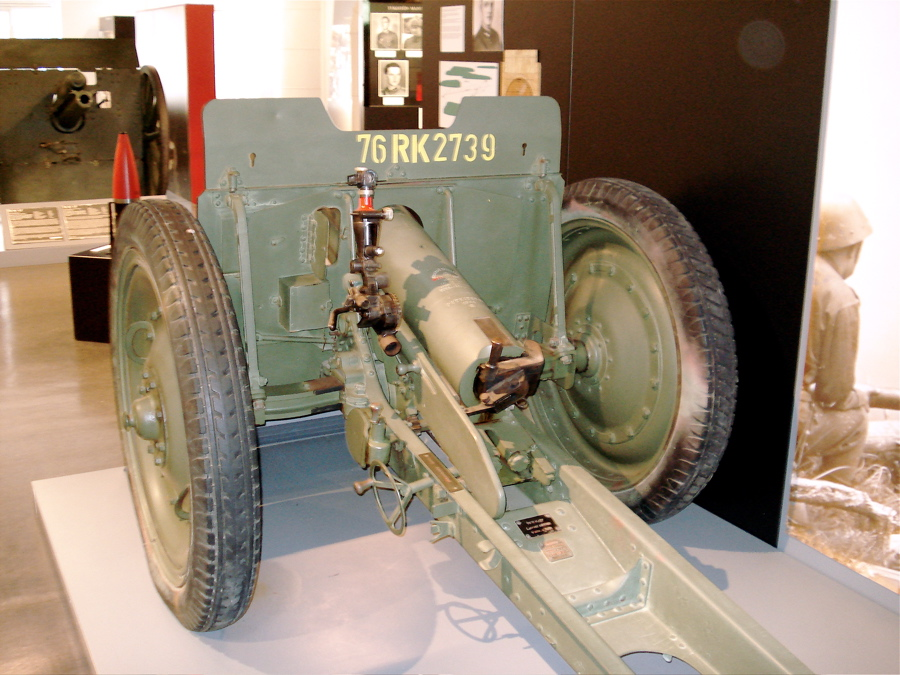
76-мм полковая пушка обр. 1927 г., вид сзади

76-мм полковая пушка обр. 1927 г. имела ряд недостатков, в том числе небольшой угол вертикального наведения и невысокую бронепробиваемость (хотя на момент создания подавляющее большинство танков мира защищались противопульной бронёй толщиной 10—20 мм, уязвимой для её снарядов, причём не только бронебойных). Решением этих проблем могли быть либо глубокая модернизация пушки, либо создание нового орудия. КБ ОАТ ещё в 1927 году вело проектирование нового лафета для орудия, позволявшего вести огонь под углом возвышения в 45 градусов, но после передачи работ по пушке в АТК Путиловского завода этот проект был закрыт. В 1934 году КБ Кировского завода получило задание на модернизацию пушки с целью увеличения угла возвышения до 45—50 градусов, но проведённые исследования показали невозможность реализации данного предложения при сохранении существующего лафета и противооткатных устройств. В 1936 году было решено отказаться от попыток модернизации пушки и начать проектирование новой полковой гаубицы-пушки, проектирование орудия начало КБ Кировского завода, но в 1937 году работы по проекту распоряжением маршала М. Н. Тухачевского были прекращены. В 1938 году новое руководство Главного артиллерийского управления (ГАУ) решило возобновить работы по созданию нового полкового орудия, причём помимо КБ Кировского завода (76-мм танковая пушка образца 1938 года (Л-10)) свои проекты представили КБ завода № 7 (пушки 7-4 и 7-5) и завода № 92 (пушка Ф-24). Все представленные разработки были новыми орудиями, имевшими мало общего с 76-мм полковой пушкой образца 1927 года. В 1939—1940 годах были изготовлены и испытаны опытные образцы орудий, но ни один из них по разным причинам заказчика не удовлетворил.

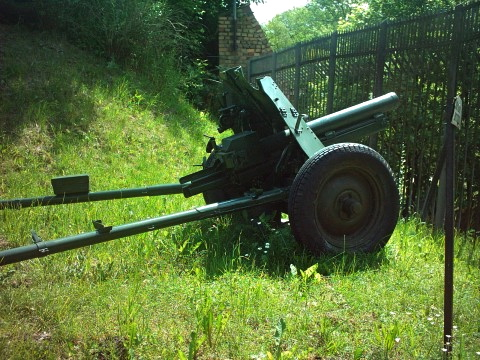
76-мм полковая пушка обр. 1943 г. (ОБ-25)

После начала Великой Отечественной войны стало очевидно, что бронепробиваемость пушки явно недостаточна — в большинстве случаев борта немецких средних и лоб лёгких танков защищались качественной бронёй толщиной около 30 мм, что было на пределе возможностей орудия даже на близких дистанциях боя. Это привело к инициированию новых работ по полковым орудиям. КБ Кировского завода произвело модернизацию 76-мм полковой пушки обр. 1927 г., которая заключалась в удлинении ствола орудия на 9 калибров, установке груза на казённик для ликвидации перевеса и увеличении зазора в компрессоре тормоза отката. Модернизированный образец орудия, получивший название «76-мм полковая пушка обр. 1927/42 гг.», был изготовлен в январе 1942 года. Одновременно КБ завода № 92 под руководством В. Г. Грабина спроектировало свой вариант полковой пушки под названием ЗИС-21-11, представлявший собой по сути дивизионную пушку ЗИС-3 с обрезанным до 20 калибров стволом и изменённым щитом. Обе опытные артиллерийские системы испытывались весной-летом 1942 года, но на вооружение приняты не были, поскольку к концу 1942 года были созданы 76-мм кумулятивные снаряды, обладающие достаточной бронепробиваемостью независимо от их начальной скорости. В итоге на вооружение было принято орудие, спроектированное ОКБ-172 в феврале 1943 года. Данная пушка, известная под официальным названием «76-мм полковая пушка обр. 1943 г.» и заводским индексом ОБ-25, представляла собой наложение нового ствола со слабой баллистикой на лафет 45-мм противотанковой пушки обр. 1942 г. (М-42). По сравнению с 76-мм полковой пушкой обр. 1927 г. новое орудие имело меньшую массу, больший угол горизонтального наведения, но меньшую максимальную дальность стрельбы. Новая пушка была запущена в валовое производство в конце 1943 года, после чего выпуск 76-мм полковых пушек обр. 1927 г. был прекращён.

## Описание конструкции

### Отличия от прототипа

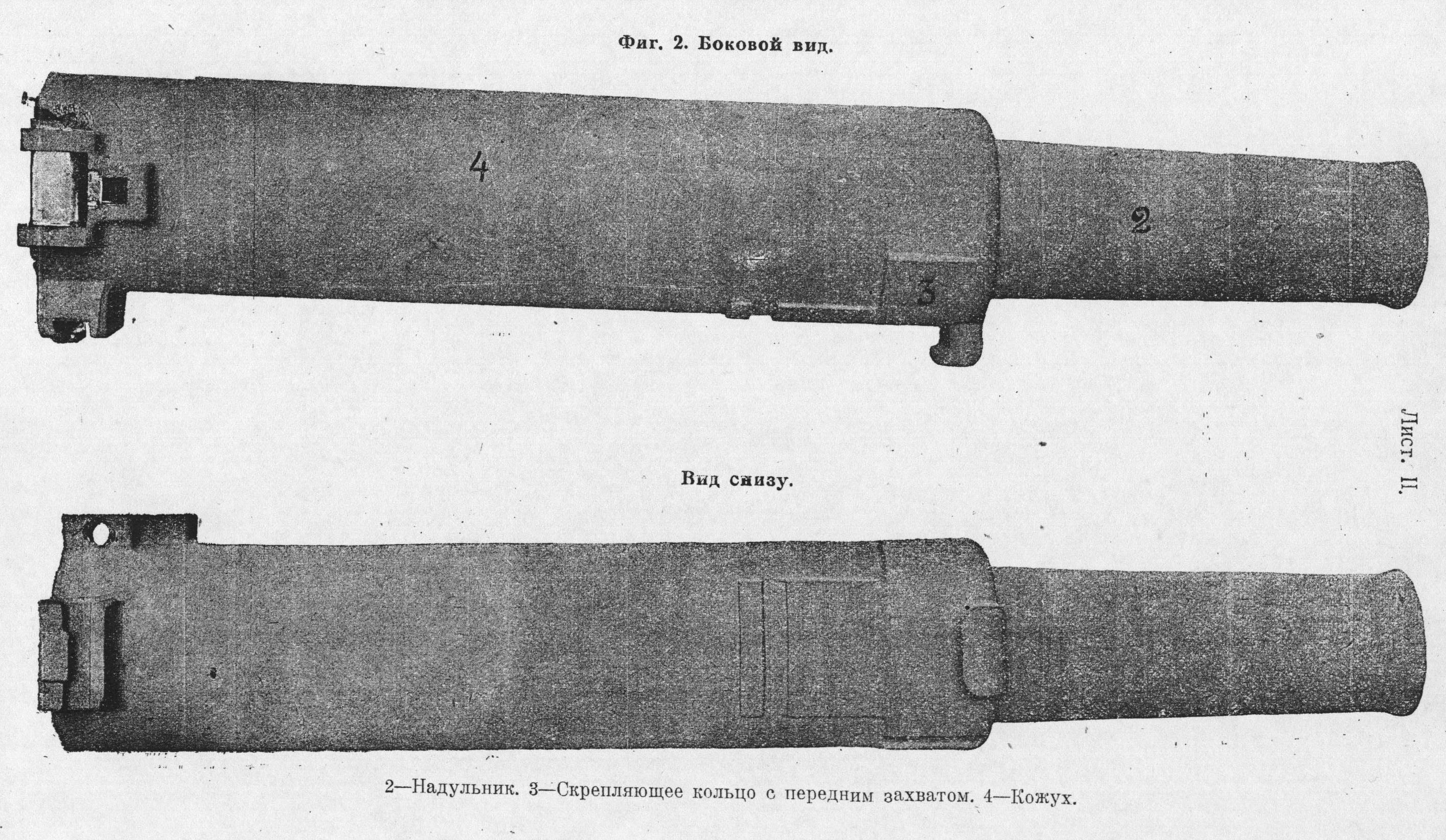
Ствол орудия

Орудие представляло собой модернизацию 76-мм короткой пушки обр. 1913 г., отличаясь от неё следующими конструктивными изменениями:
- удлинена камора с 203 до 334 мм;
- введено подрессоривание (4 винтовые пружины);
- спроектирована новая боевая ось;
- изменена лобовая часть и ладыги станка;
- усилена хоботовая часть станка;
- спроектировано новое щитовое прикрытие;
- создан новый подъёмный механизм;
- заново спроектировано лафетное колесо.

В ходе дальнейшей модернизации орудия, также появились отличия в конструкции затвора, ствола и колёс.

### Ствол и противооткатные устройства
Ствол орудия — скреплённый или моноблок. Скреплённый ствол состоял из трубы, кожуха, скрепляющего кольца и надульника. Детали ствола собирались воедино в горячем состоянии. Ствол-моноблок представлял собой трубу, одинаковую по габаритам со скреплённым стволом. В стволе 24 нареза, глубина нарезки 0,762 мм, крутизна нарезов в начале ствола 49 калибров, у дула 25 калибров. Вес ствола с затвором 227—230 кг.

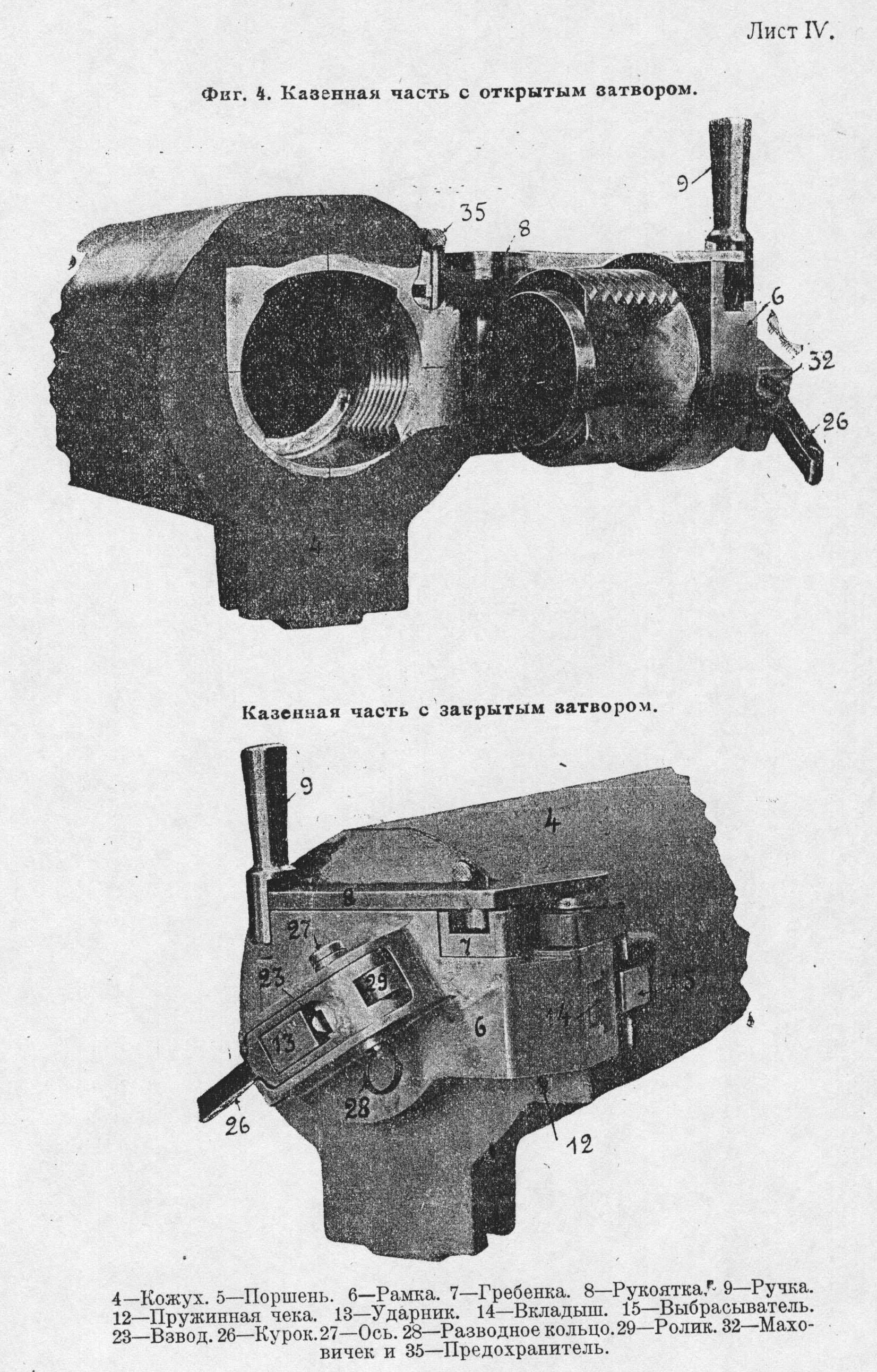
Казённая часть орудия с затвором

Затвор поршневой, по конструкции близкий к затвору 76-мм короткой пушки обр. 1913 г., но несколько упрощённый. Затвор состоял из четырёх механизмов — запирающего, ударного, выбрасывающего и предохранительного. Открывание и закрывание затвора осуществлялось специальной рукояткой, при повороте которой он проворачивался на 90°. Открывался затвор вправо. Ударный механизм включал ударник и курок, взведение и спуск осуществлялись только со шнура, при этом при не полностью закрытом затворе взвести курок было невозможно. Выбрасыватель в виде двуплечего рычага, при отпирании затвора его рама била по короткому плечу выбрасывателя, при этом длинное плечо выбрасывало гильзу из патронника. Инерционный предохранитель предотвращал открытие затвора в случае отсутствия выстрела; при необходимости открыть затвор в этом случае (например, при осечке) предохранитель отключался специальной кнопкой.
Противооткатные устройства включали в себя гидравлический тормоз отката и пневматический накатник. В тормозе отката 1,3 литра жидкости, в накатнике — 3,6 литра. Ствол и противооткатные устройства смонтированы на салазках, перемещающихся при откате в люльке. Вес откатывающихся частей (со стволом) — 275 кг. Максимальная длина отката — 1030 мм, нормальная — от 930 до 1000 мм. Качающаяся часть орудия уравновешена, так что специального уравновешивающего механизма не было.

### Лафет

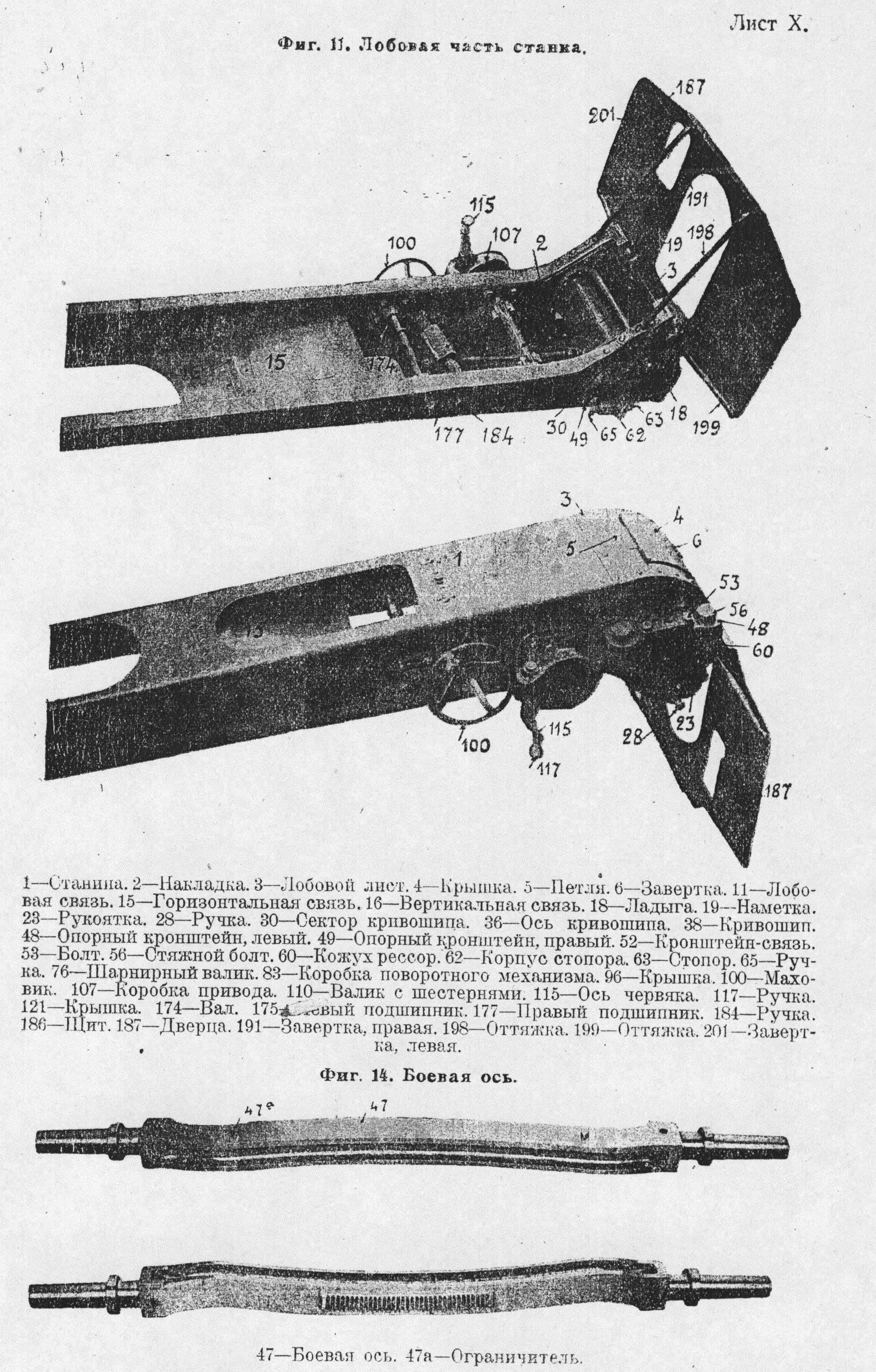
Лобовая часть станка орудия и боевая ось

Станок однобрусный, состоял из коробчатой станины с вырезом посередине для прохода ствола на откате при стрельбе на больших углах возвышения. К хоботовой части станка крепились два сошника — неоткидной для твёрдых грунтов и откидной для мягких. Для размещения люльки имелись специальные гнёзда в цапфенной части станка. Наведение ствола по вертикали осуществлялось подъёмным механизмом, состоящим из двух зубчатых секторов. Наведение по горизонтали с помощью червячного механизма, перемещавшего лобовую часть станка по боевой оси. Средняя часть боевой оси двутаврового сечения и изогнута для облегчения работы поворотного механизма.

### Колёсный ход и подрессоривание
Подрессоривание в виде четырёх цилиндрических пружин, выключаемых при стрельбе при помощи специальной рукоятки с эксцентриками. Колёса двух вариантов:
- деревянные со спицами, металлическими шинами и прикреплёнными к ним резиновыми грузошинами;
- металлические КПМ-76-27.

Скорость возки орудия на деревянных колёсах 15 км/ч, на металлических 25 км/ч.

### Щитовое прикрытие
Щитовое прикрытие состояло из неподвижного и подвижного щитов. Средний щит неподвижный, сверху и снизу к нему шарнирно крепились откидные щитки. Подвижный щит укреплён на станке, перекрывал амбразуру неподвижного щита и имел окно с дверцей для стрельбы прямой наводкой по визирной трубке. Толщина щитов 3,5 и 4 мм, вес неподвижного щита 54 кг.

### Прицел
Прицельные приспособления крепились с левой стороны люльки. Вес прицельных приспособлений 4,05 кг. Прицельные приспособления состояли из панорамы, прицела, прицельной коробки и кронштейна. Панорама представляет собой коленчатую оптическую трубу, состоящую из поворотной головки, неподвижного корпуса и окулярной трубки. Для установки угломера на панораме имеются кольцо угломера и барабан угломера с указателями. Панорама закрепляется на прицеле в специальной корзине. Прицел состоит из стебля, бокового и поперечного уровней и визирной трубки.

### Передок и зарядный ящик

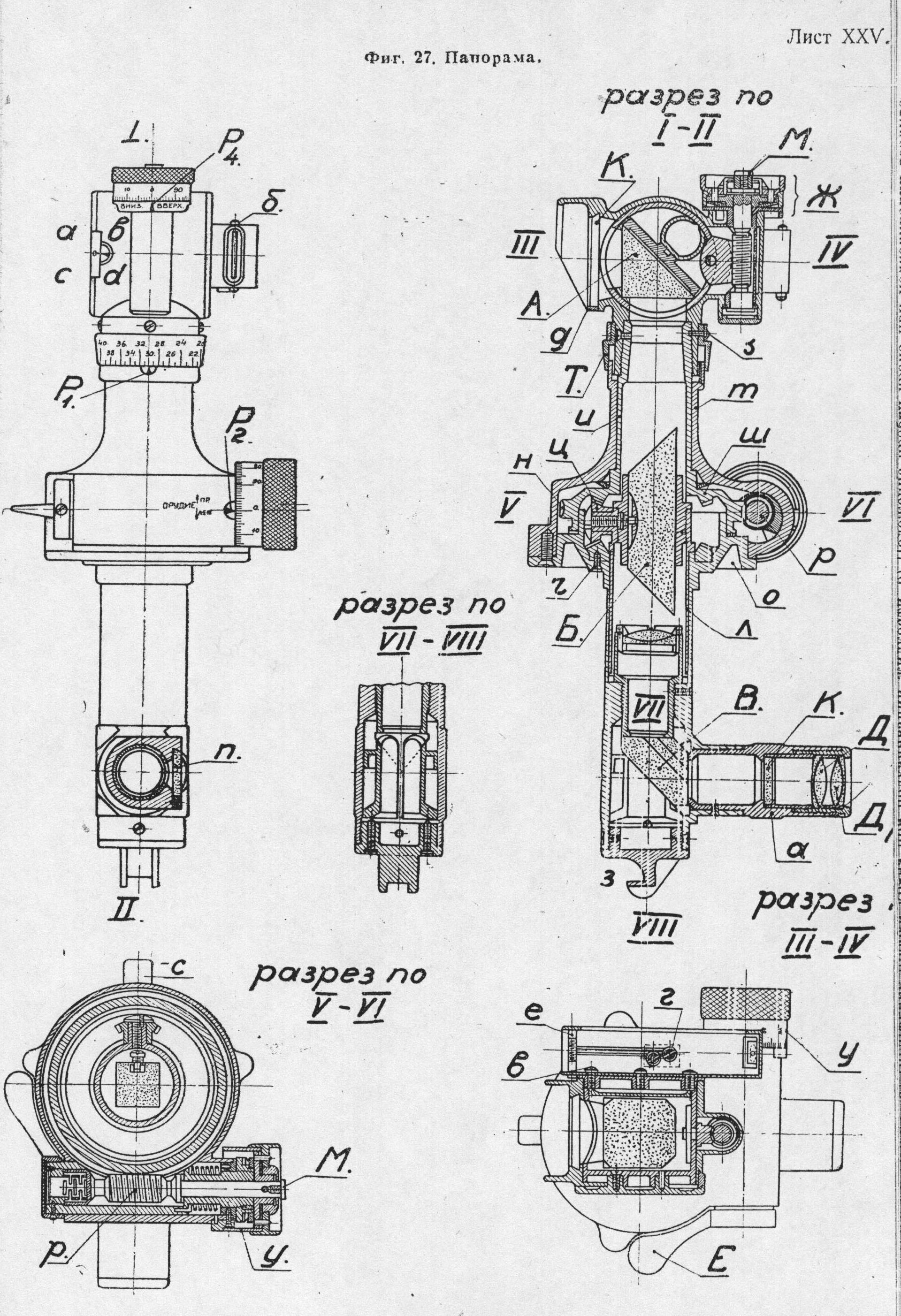
Чертёж панорамы орудия

Для возки лошадьми использовались орудийные передки обр. 1930 г., обр. 1938 г. и обр. 1942 г. Передок обр. 1930 г. имел деревянные колёса с грузошинами, подрессорен четырьмя винтовыми пружинами. Передок обр. 1938 г. имел деревянные либо металлические колёса КПМ-76-27, подрессорен двумя пластинчатыми рессорами. Передок обр. 1942 года имел металлические колёса. В каждом из передков помещалось шесть лотков по 4 выстрела. Вес пустого передка обр. 1930 г. 344 кг, гружёного 850 кг. Зарядные ящики использовались двух вариантов — обр. 1930 г. и обр. 1938 г., отличались типом колёс и подрессориванием, аналогично передкам соответствующих образцов. Зарядный ящик состоял из переднего и заднего ходов. Передний ход был в целом подобен передку и также помещал 6 лотков по 4 выстрела. Задний ход имел несколько большие размеры и помещал 8 лотков по 4 выстрела. Таким образом, возимый боекомплект составлял 80 выстрелов (24 в передке, 24+32 в переднем и заднем ходах зарядного ящика).
Орудие возилось четвёркой лошадей, ещё одна четвёрка требовалась для возки зарядного ящика. Также могла использоваться механическая тяга — тягачи «Пионер», «Комсомолец», автомобили.

### Перевод орудия из походного положения в боевое
При переводе орудия из походного положения в боевое было необходимо:
1. освободить от крепления по-походному люльку;
2. снять чехлы с дульной и казённой части ствола и с прицельных приспособлений;
3. выключить механизм подрессоривания;
4. поднять и закрепить верхний откидной щит (при стрельбе прямой наводкой верхний щит не поднимается, так как он мешает наводке);
5. опустить нижний откидной щит;
6. освободить от походного крепления с боевой осью станок путём выключения стопора оси лафета (стопор оттянуть на себя и повернуть);
7. откинуть прави́ло и закрепить его завёрткой;
8. вынуть из ящика и вставить в гнездо стебля прицела панораму, закрепив её защёлкой и прижимным винтом;
9. поставить в боевое положение стопор курка;
10. сдвинуть планку указателя отката в крайнее переднее положение;
11. сделать углубление под сошник;
12. в зависимости от грунта установить в боевое положение откидной сошник.

### Расчёт
Расчёт орудия состоял из 7 человек: командира орудия, наводчика, заряжающего, замкового, прави́льного и двух ящичных.

## Модификации и варианты

### Полевые орудия
За время серийного производства орудие неоднократно совершенствовалось, но большинство этих изменений носили технологический характер и на внешнем виде и характеристиках орудия не отражались. Единственным внешне видимым изменением было введение в 1930 году металлических колёс.

### Танковая пушка КТ

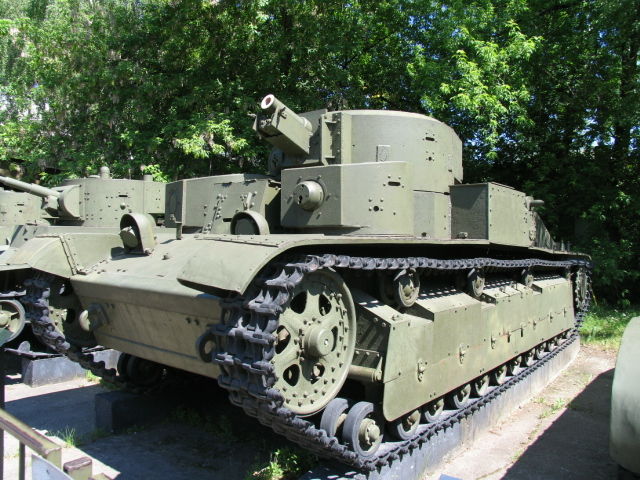
Танк Т-28, вооружённый пушкой КТ

В 1931 году в СССР началось проектирование среднего танка Т-28 и тяжёлого танка Т-35, вооружение которых должно было включать 76-мм пушку. Необходимо заметить, что танковые орудия такого калибра в СССР не производились, соответственно одновременно с проектированием танков были начаты работы по созданию новых пушек. В качестве основного варианта рассматривалась 76-мм полуавтоматическая танковая пушка ПС-3 П. Н. Сячинтова. Пушка ПС-3, официально принятая на вооружение как «танковая пушка обр. 1933 г.», была весьма совершенным для своего времени орудием (в частности, она имела полуавтоматический клиновый затвор и могла стрелять выстрелами дивизионных пушек), но её доработка и освоение в серийном производстве затягивались, поэтому срочно потребовалось орудие, которое должно было, как полагали тогда — временно, заменить ПС-3. Наиболее простым решением оказалась доработка 76-мм полковой пушки обр. 1927 г. для установки в танк. Новое орудие было создано в КБ АТК под руководством И. А. Маханова в 1932 году, в марте следующего года оно успешно прошло испытания и было принято на вооружение под официальным названием «76-мм танковая пушка обр. 1927/32 гг.». Эта пушка также обозначалась аббревиатурой «КТ» (Кировская танковая). Орудие было допущено для установки на танки Т-28 «вплоть до начала массового выпуска 76,2-мм специальной танковой пушки по типу ПС-3», однако ПС-3 так и не удалось освоить в серийном производстве, после ареста её конструктора работы по ней были постепенно свёрнуты, а Кировский завод переключился на создание пушки Л-10.
От прототипа КТ отличалась уменьшенной длиной отката (до 500 мм), увеличенным до 4,8 л количеством жидкости в накатнике, усиленными салазками с утолщёнными до 8 мм стенками, новым подъёмным механизмом, наличием механизированного ножного спуска и новыми прицельными приспособлениями, оптимизированными для использования в танке. Боекомплект и баллистика орудия полностью совпадали с таковыми для полковой пушки. Пушка КТ устанавливалась на часть линейных танков Т-28, все Т-35, «артиллерийские танки» БТ-7А и Т-26-4, а также на бронепоезда, мотоброневагоны и бронекатера проектов 1124 и 1125.

### Самоходно-артиллерийские установки
Специальный вариант 76-мм полковой пушки обр. 1927 г. с уменьшенным (но большим, чем у КТ) откатом был использован для вооружения самоходных артиллерийских установок (САУ) СУ-12.
В августе 1941 года завод подъёмно-транспортных сооружений им. Кирова в Ленинграде разработал САУ непосредственной поддержки пехоты СУ-26, позже переобозначенных как СУ-76П, на базе лёгкого танка Т-26 или его огнемётной модификации ХТ-130/133. В процессе переоборудования с танков демонтировалась башня и срезалась подбашенная коробка. В бывшем боевом отделении устанавливалась коробчатая балка, служившая опорой для платформы с тумбовой установкой вращающейся части 76-мм полковой пушки обр. 1927 г. с новым щитовым прикрытием. В настиле этой платформы оборудовались два люка для доступа к снарядному погребу под ним. Причиной появления этой полуимпровизированной боевой машины стало стремление дать фронту больше бронетехники при острой нехватке 45-мм осколочных гранат, исключавших использование штатного вооружения Т-26. В 1941—1942 гг. в войска было передано 12 таких САУ, переоборудованных из найденных на складах вооружения неисправных линейных и огнемётных танков семейства Т-26.

## Состояла на вооружении
- СССР — около 18 000 орудий. На июнь 1941 года в составе войск западных военных округов 2296 орудий, всего в РККА состояло 4708 полковых пушек обр. 1927 г.
- Нацистская Германия — не менее 1815 орудий[10].
- Финляндия — не менее 235 орудий[11].

## Организационно-штатная структура
76-мм полковые пушки обр. 1927 г. по штату имелись в полковых артиллерийских батареях следующих частей:
- Полки стрелковых дивизий — до июля 1941 года в батарее было 6 орудий, позднее — 4 орудия.
- Кавалерийские полки — 4 орудия.
- Мотострелковые полки танковых и моторизованных дивизий — 4 орудия.
- Артиллерийские дивизионы стрелковых бригад — 4 орудия.

## Боевое применение
76-мм полковые пушки обр. 1927 г. активно использовались в ряде предвоенных конфликтов с участием СССР: в боях у озера Хасан и на реке Халхин-Гол (в ходе боёв было потеряно 14 орудий, в том числе 7 безвозвратно), в Советско-финской войне (потери составили 67 орудий), Польском походе 1939 года. 
На 1 января 1941 года на балансе ГАУ состояло 4708 орудий, из которых 575 требовало среднего ремонта, 119 капитального и 7 подлежали списанию.
К 22 июня 1941 года в РККА состояла 4701 полковая пушка обр. 1927 г., в том числе 2296 орудий в составе войск западных военных округов. В 1941—1942 годах полковые орудия понесли большие потери, которые тем не менее были компенсированы поступлением значительного количества вновь произведённых орудий. В 1943 году пушка была снята с производства, но до конца войны продолжала оставаться одной из основных артиллерийских систем РККА. Интересной особенностью орудия была его аэротранспортабельность, которая оказалась востребованной на практике — в осаждённом Ленинграде в конце 1941 года были изготовлены 457 76-мм полковых пушек обр. 1927 г., которые были доставлены под Москву на самолётах и оказали существенную помощь советским войскам в битве за Москву.
76-мм полковая пушка обр. 1927 г. предназначалась для решения следующих задач:
1. для непосредственной поддержки и сопровождения пехоты огнём и колёсами;
2. для борьбы с бронемашинами и танками;
3. для подавления и уничтожения пехотных огневых средств противника, расположенных открыто и за лёгкими полевыми укрытиями;
4. для подавления и запрещения огня всех видов из ДОТ (ДЗОТ) стрельбой прямой наводкой по амбразурам;
5. для проделывания проходов в проволочных заграждениях и проходов в надолбах для своих танков.

Пушка предназначалась почти исключительно для ведения огня прямой наводкой. В наступлении полковые пушки должны были перемещаться расчётом в боевых порядках наступающей пехоты и оперативно подавлять огневые средства противника, мешающие продвижению — пулемётные гнёзда, артиллерийские орудия и миномёты, разнообразные огневые точки. В обороне орудия также должны были находиться в боевых порядках пехоты, ведя огонь по наступающей пехоте противника, а при необходимости — и по танкам и бронемашинам. Специфика действий полковых орудий приводила к большим потерям как материальной части, так и расчётов; в то же время, наряду с батальонной артиллерией (45-мм пушками) и миномётами полковые орудия были единственными артиллерийскими системами, находившимися непосредственно в боевых порядках и имевшими возможность максимально оперативно поражать выявленные цели. Благодаря относительно небольшим размерам и массе, полковые пушки активно использовались при форсировании рек, проведении десантных операций, в городских боях.

## 76-мм полковые пушки обр. 1927 г. за рубежом

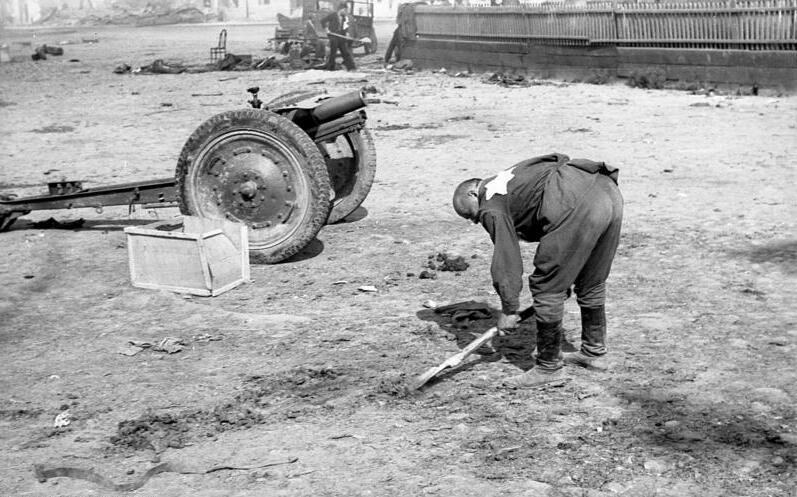
Захваченная вермахтом 76-мм полковая пушка обр. 1927 г.

Достоверно известно об использовании трофейных орудий данного типа немецкой и финской армиями.
Вермахт в 1941—1942 годах захватил в исправном состоянии несколько тысяч полковых пушек обр. 1927 г., 1815 из которых были официально учтены в документах по состоянию на конец 1943 года. Орудия были приняты на вооружение немецкой армии под названием 7,62 cm Infanteriekanonenhaubitze 290(r); к марту 1944 года в вермахте ещё числилось 225 таких орудий, в том числе 4 пушки на Востоке, 36 — на Балканах, 173 — на Западе (главным образом во Франции), и 12 — в Дании. У немецких артиллеристов пушки данного типа также снискали большое уважение из-за простоты, прочности и нетребовательности в эксплуатации, в Третьем Рейхе для них было налажено и производство собственных кумулятивных и осколочно-фугасных боеприпасов. Часть 7,62 cm IKH 290 (r) даже переоснащалась прицелами с оптикой немецкого изготовления.
Финская армия захватила 54 полковые пушки в ходе Зимней войны, а также ещё почти две сотни орудий в 1941 году. На начало 1944 года финская армия обладала 235 орудиями этого типа, получившими индексы 76 RK/27 и 76 RK/27-39 (последний относился к модификации пушки с металлическими колёсами). В целом, орудие было оценено положительно, но отмечалась его слабость как противотанкового. После окончания войны, пушки служили в финской армии до 1960-х годов.

## Боеприпасы и баллистика
Выстрелы орудия комплектовались в виде унитарного патрона. С целью унификации боеприпасов с дивизионными орудиями, длина каморы полковой пушки была принята такой же, как и дивизионной. Однако, поскольку противооткатные устройства полковой пушки не были рассчитаны на использование мощных выстрелов дивизионных орудий, были предприняты специальные меры, исключающие возможность заряжания полковой пушки выстрелом дивизионной. Для этого диаметр фланца гильзы выстрела полкового орудия был уменьшен, соответственно зарядить полковую пушку выстрелом дивизионной было нельзя — фланец её гильзы не входил в выточку в захватных гнёздах. В то же время, стрельба выстрелами полковой пушки из дивизионного орудия была возможна. Также могли использоваться выстрелы раздельного заряжания, собранные в укороченные гильзы, но этот вариант не получил широкого распространения.
Гильза унитарного патрона латунная весом 1,55 кг или стальная весом 1,41 кг. Заряд 54-Ж-353 состоял из 0,455 кг пороха марки 4/1 и представлял собой штатный уменьшённый заряд для дивизионной пушки. Теоретически, полковая пушка могла стрелять всем ассортиментом снарядов к дивизионным орудиям, но на практике некоторые снаряды не использовались, в частности не было выстрелов с подкалиберными снарядами по причине их малоэффективности при низкой начальной скорости. Необходимо отметить, что именно в полковой артиллерии наиболее активно использовались кумулятивные снаряды, поскольку они сильно повышали противотанковые возможности орудия (обычный бронебойный снаряд имел очень низкую бронепробиваемость из-за невысокой начальной скорости), а для дивизионной артиллерии выигрыш в бронепробиваемости кумулятивного снаряда по сравнению со штатным бронебойным на дистанции боя ближе 500 метров был невелик (дивизионные 76-мм пушки также могли использовать и более эффективные подкалиберные боеприпасы). К тому же взрыватели кумулятивных снарядов были окончательно отработаны только к концу 1944 года, а до этого времени использование кумулятивных снарядов в дивизионной артиллерии было запрещено вследствие опасности разрыва снаряда в канале ствола по причине преждевременного срабатывания взрывателя. Кумулятивные снаряды, имевшие бронепробиваемость порядка 70—75 мм, появились в боекомплекте полковых орудий с 1943 года, а до этого времени при борьбе с танками использовались обычные бронебойные снаряды, а ещё чаще — шрапнель, поставленная «на удар».
Наибольший ассортимент выстрелов имелся для осколочно-фугасных и фугасных снарядов по причине наличия большого количества старых русских и французских гранат. Также использовались снаряды от безоткатной батальонной пушки Курчевского (БПК). Снарядами от БПК стреляли штатными зарядами полковой пушки от бронебойных выстрелов весом 0,465 кг.
Во время войны также использовались боеприпасы раздельного заряжания, использующие обрезанные до 250…260 мм гильзы: из отбраковки по дульцу штатных и холостых гильз. Такие боеприпасы комплектовались как штатными отечественными снарядами ОФ-350 (53-ВО-353АМ), так и снарядами от трофейных 75- и 76-мм боеприпасов. Так имеется информация об использовании трофейных немецких снарядов Spr.Gr.39 от пушки Pak 36(r); заряд 500 г пороха 4/1, начальная скорость 390 м/с, максимальная дальность стрельбы 7710 м. Известна документация, регламентирующая укомплектование в войсках боеприпасов к полковым пушкам трофейными 75- и 76-мм кумулятивными снарядами.
Максимальный угол возвышения орудия составлял 24,5°, что ограничивало максимальную дальность стрельбы. Однако в таблицах стрельбы указана максимальная дальность при угле возвышения 40° — для стрельбы на таком угле возвышения требовалось отрывать специальный ровик под хоботовой частью станка, что требовало существенного времени на подготовку огневой позиции и затрудняло манёвр огнём.
| Номенклатура боеприпасов                                                                                   |                 |                 |                                     |                         |                              |
| Тип | Индекс ГАУ      | Вес снаряда, кг | Вес ВВ, г                           | Начальная скорость, м/с | Дальность табличная, м       |
| Калиберные бронебойные снаряды                                                                             |                 |                 |                                     |                         |                              |
| Тупоголовый с баллистическим наконечником трассирующий со взрывателем МД-5                                 | УБР-353А        | 6,3             | 155                                 | 370                     | 4000                         |
| Тупоголовый с локализаторами и баллистическим наконечником трассирующий со взрывателем МД-5                | УБР-353Б        | 6,5             | 119                                 | 370                     | 4000                         |
| Тупоголовый с баллистическим наконечником сплошной трассирующий (БР-350Б сплошной)                         | УБР-353СП       | 6,5             | нет                                 | 370                     | 4000                         |
| Кумулятивные снаряды                                                                                       |                 |                 |                                     |                         |                              |
| Сталистого чугуна вращающийся со взрывателями БМ или К-6 (в войсках с мая 1943 года)                       | УБП-353А        | 5,28            | 623                                 | ?                       | 1000                         |
| Стальной вращающийся со взрывателем БМ (в войсках с конца 1944 года)                                       | УБП-353М        | 3,94            | 490                                 | ?                       | 1000                         |
| Осколочно-фугасные снаряды                                                                                 |                 |                 |                                     |                         |                              |
| Осколочно-фугасная стальная дальнобойная граната со взрывателем КТМ-1                                      | УОФ-353         | 6,2             | 710                                 | 387                     | 8550 (40°), 7200 (25°)       |
| Сталистого чугуна осколочная дальнобойная граната со взрывателем КТМ-1                                     | УО-353АМ        | 6,21            | 540                                 | 387                     | 8550 (40°), 7200 (25°)       |
| Осколочно-фугасная граната от БПК ОФ-343 со взрывателями КТМ-1 и КТ-1                                      | УОФ-353М        | 4,75            | 690                                 | 420                     | 7760 (40°)                   |
| Фугасная старая граната русского образца, со взрывателями КТ-3 и КТМ-3                                     | УФ-353, УФ-353М | 6,1             | 815                                 | 381                     | 6700 (40°)                   |
| Фугасная старая граната русского образца Ф-354 с обточенным пояском (от БПК), со взрывателем ЗГТ           | УФ-353          | 6,41            | 785                                 | 365                     | 6640 (40°)                   |
| Фугасная старая граната русского образца Ф-354 с обточенным пояском (от БПК), со взрывателями КТ-3 и КТМ-3 | УФ-353, УФ-353М | 6,1             | 815                                 | 365                     | 6640 (40°)                   |
| Фугасная стальная старая французская граната со взрывателями АД, АД-2, АД-Н                                | УФ-353Ф         | 6,41            | 785                                 | 381                     | 6700 (40°), 5900 (25°)       |
| Шрапнель                                                                                                   |                 |                 |                                     |                         |                              |
| Шрапнель пулевая с трубкой 22 сек.                                                                         | УШ-353          | 6,5             | 85 (вес вышибного заряда), 260 пуль | 381                     | 6700 (40°), 5200 (по трубке) |
| Шрапнель пулевая с трубкой Д                                                                               | УШ-353Д         | 6,44            | 85 (вес вышибного заряда), 260 пуль | 381                     | 6700 (40°), 5200 (по трубке) |
| Шрапнель Гартца с накидками Ш-354Г с трубкой 22 сек.                                                       | ?               | 6,58            | 85 (вес вышибного заряда)           | 381                     | 4800                         |
| Стержневая шрапнель Ш-361 с трубкой Т-3УГ                                                                  | УШ-Р2-353       | 6,61            | 84 (вес вышибного заряда)           | 368                     | 6800 (40°)                   |
| Картечь |                 |                 |                                     |                         |                              |
| Картечь | УЩ-353          | ?               | 549 пуль                            | ?                       | 200                          |
| Дымовые снаряды                                                                                            |                 |                 |                                     |                         |                              |
| Дымовой сталистого чугуна                                                                                  | УД-350А         | 6,45            | 66 тротил + 380 жёлтый фосфор       | ?                       | ?                            |
| Осколочно-химические снаряды                                                                               |                 |                 |                                     |                         |                              |
| Осколочно-химический снаряд                                                                                | УОХ-353М        | 6,25            | ?                                   | ?                       | ?                            |

| Таблица бронепробиваемости для 76-мм полковой пушки обр. 1927 г. |                          |                          |
| Тупоголовый калиберный бронебойный снаряд БР-350А |                          |                          |
| Дальность, м | При угле встречи 60°, мм | При угле встречи 90°, мм |
| 100 | 28                       | 34                       |
| 250 | 27                       | 33                       |
| 500 | 25                       | 31                       |
| 750 | 24                       | 29                       |
| 1000 | 23                       | 28                       |
| 1500 | 21                       | 26                       |
| 2000 | 20                       | 24                       |
| Приведённые данные относятся к советской методике измерения пробивной способности (формула Жакоб де-Марра для цементированной брони с коэффициентом K = 2400). Следует помнить, что показатели бронепробиваемости могут заметно различаться при использовании различных партий снарядов и различной по технологии изготовления брони. |                          |                          |

## Оценка проекта
В современной военно-исторической литературе встречаются различные оценки орудия, как резко критические, так и положительные. Критические публикации указывают на общую устарелость конструкции орудия, представляющего собой по сути развитие горной пушки Данглиза, первый проект которой был разработан ещё в 1893 году. Также в качестве недостатков указываются малый угол возвышения орудия (24,5 °) и наличие унитарного заряжания, что не позволяло вести навесную стрельбу, а также значительный для полкового орудия вес системы. Положительно настроенные публикации отмечают простоту, надёжность, технологичность и дешевизну орудия, значительную для полкового орудия дальность стрельбы, а также факт использования для навесной стрельбы в полковом звене РККА 120-мм миномётов, что делало невозможность ведения навесного огня полковыми пушками не столь критичным недостатком. Общая устарелость конструкции орудия к концу 1930-х годов и необходимость замены его на новый, более современный образец не подвергается сомнению.
Зарубежные аналоги 76-мм полковой пушки образца 1927 г. представлены немецкими, итальянскими и японскими орудиями.
| Характеристика                        | обр. 1927 г.                              | обр. 1943 г.                              | le.I.G.18           | I.G.37              | I.G.42              | Obice da 75/18                 | Тип 92              |
| ------------------------------------- | ----------------------------------------- | ----------------------------------------- | ------------------- | ------------------- | ------------------- | ------------------------------ | ------------------- |
| Страна                                | Союз Советских Социалистических Республик | Союз Советских Социалистических Республик | Нацистская Германия | Нацистская Германия | Нацистская Германия | Королевство Италия (1861—1946) | Япония              |
| Назначение и тип                      | полковая пушка                            | полковая пушка                            | пехотное орудие     | пехотное орудие     | пехотное орудие     | дивизионная гаубица            | батальонная гаубица |
| Калибр, мм/длина ствола, клб.         | 76,2/16,5                                 | 76,2/19,4                                 | 75/11,8             | 75/22,4             | 75/22,4             | 75/18                          | 70/10,3             |
| Масса в боевом положении, кг          | 780 или 903                               | 600                                       | 400                 | 510                 | 595                 | 1050                           | 212                 |
| Максимальная дальность огня, м        | 7100                                      | 4200                                      | 3550                | 5150                | 5150                | 9564                           | 2788                |
| Максимальный угол ВН, град.           | 24,5                                      | 25                                        | 75                  | 24                  | 40                  | 45                             | 75                  |
| Максимальный угол ГН, град.           | 5,5                                       | 60                                        | 11                  | 58                  | 78                  | 50                             | 45                  |
| Масса осколочно-фугасного снаряда, кг | 6,2                                       | 6,2                                       | 6,0                 | 5,45                | 5,45                | 6,4                            | 3,76                |

Немецкие пехотные орудия близкого калибра, бывшие аналогами советских полковых пушек, во время Второй мировой войны были представлены тремя системами. Наиболее распространённым было 75-мм лёгкое пехотное орудие 7,5 cm leichtes Infanteriegeschütz 18, принятое на вооружение в 1927 году. По сравнению с полковой пушкой обр. 1927 г., немецкое орудие было в два раза легче (что позволяло возить его парой лошадей), имело раздельно-гильзовое заряжание и угол вертикального наведения (ВН) в 75 градусов, что позволяло вести эффективную навесную стрельбу. Лафет немецкого орудия, как и советского, был однобрусным, однако угол горизонтального наведения (ГН) у немецкого орудия был более чем в два раза больше, чем у советского. В пользу советского орудия говорит бо́льшая максимальная дальность стрельбы и богатый ассортимент различных типов боеприпасов. Немецкие орудия 7,5 cm Infanteriegeschütz 42 и 7,5 cm Infanteriegeschütz 37 были созданы в 1943 году, представляли собой лёгкие пушки на лафетах с раздвижными станинами. Причём для создания I.G.37 немцами были использованы лафеты устаревших 37-мм противотанковых пушек, как собственных Pak 35/36, так и трофейных советских 1-К (3,7 cm Pak 158 (r)). Орудия имели раздельное заряжание, близкий с советским орудием угол ВН и значительно больший угол ГН, были легче советского орудия на 200—300 кг. Советское орудие существенно превосходило данные немецкие образцы по дальности стрельбы, ассортименту боеприпасов, а также выгодно отличалось отсутствием дульного тормоза, действие которого демаскировало орудие при стрельбе.
Итальянская 75-мм дивизионная гаубица Obice da 75/18, изначально создававшаяся как горное орудие, превосходила советское орудие по максимальной дальности стрельбы, углам ГН и ВН. Однако итальянская гаубица имела массу на 150 килограммов больше, приближаясь по ней к классическим дивизионным пушкам (для сравнения, масса советской 76-мм дивизионной пушки ЗИС-3 составляет 1150 кг), что затрудняло её перемещение расчётом.
Весьма интересным орудием была японская 70-мм батальонная гаубица «Тип 92». Данное орудие превосходило советское по углам ВН и ГН, и было чрезвычайно лёгким — всего 212 кг. Однако столь рекордно малое значение было достигнуто путём использования очень лёгкого снаряда массой всего 3,76 кг, что довольно близко соответствовало массе боеприпасов советского калибра 45 мм. Соответственно эффективность действия японских 70-мм снарядов намного уступала советским 76-мм боеприпасам. Кроме того, японское орудие имело слабую баллистику — его максимальная дальность стрельбы не достигала и 3 км.
При сравнении пушки обр. 1927 г. с орудием, сменившим её в производстве, — 76-мм полковой пушкой обр. 1943 г. — можно отметить, что пушка обр. 1943 г. при том же угле ВН имеет значительно больший угол ГН, легче на 250—300 кг, но при этом имеет намного меньшую максимальную дальность стрельбы, близкую по значению к аналогичной характеристике немецких пехотных орудий. Таким образом, подвижности орудия, определяемой его массой, был отдан приоритет по сравнению с большой дальностью стрельбы, которая в условиях специфики применения полковых орудий редко оказывалась востребованной.

## Сохранившиеся экземпляры

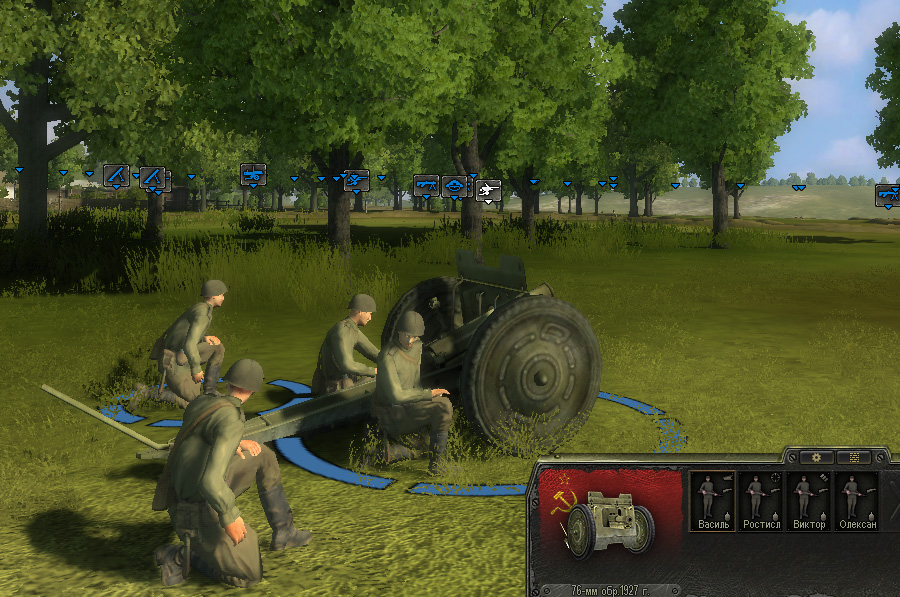
76-мм полковая пушка обр.1927 г. в компьютерной игре «Искусство войны. Курская дуга»

76-мм полковую пушку обр. 1927 г. в рабочем состоянии можно увидеть на реконструкциях в историко-культурном комплексе «Линия Сталина». В другое время она экспонируется в специальном ангаре «Линии Сталина», где собрана ходовая техника Великой Отечественной войны. Ещё пушку можно увидеть в экспозициях Музея артиллерии и инженерных войск в Санкт-Петербурге, Центрального музея Вооружённых Сил и Центральном музее Великой Отечественной войны в Москве, Музея отечественной военной истории в деревне Падиково (Московская область), Музее истории ПАО "Мотовилихинские заводы" (г. Пермь), Музейного комплекса УГМК, (г. Верхняя Пышма, Свердловская область), в финском артиллерийском музее в г. Хямеэнлинна, в Музее польской армии в Варшаве, в Военном музее в Белграде, перед Домом Офицеров в Киеве. В г. Валдай, Новогородской области, у вечного огня, в виде монумента. В городе Бирске в виде 2 монументов в парке Соколок(памятник участникам гражданской войны). В Бресте в музее 5 форт Брестской крепости.
Как минимум один экземпляр в деактивированном состоянии предлагается на продажу чешской компанией «Zeleny Sport».

## Орудие в игровой индустрии
В отличие от танков, разнообразие моделей артиллерийского вооружения встречается в очень ограниченном числе компьютерных игр. В частности, полковую пушку обр. 1927 г. можно увидеть в отечественных играх-стратегиях «Сталинград», «Чёрные бушлаты», «Sudden Strike», в танковом симуляторе «Стальная ярость», а также в зарубежной игре «Combat Mission». Стоит отметить, что отражение особенностей использования пушки в этих играх далеко от реальности. Также данное орудие представлено в получившем высокие оценки критиков за реалистичность варгейме «Искусство войны. Курская дуга».